# Star Ocean: Till the End of Time
Star Ocean: Till the End of Time (スターオーシャン ティルジエンドオブタイム?, Sutā Ōshan Tiru ji Endo obu Taimu) è un videogioco di ruolo, terzo episodio della serie principale di Star Ocean. Il videogioco è stato sviluppato da tri-Ace e pubblicato dalla Square Enix per la PlayStation 2. È stato pubblicato in Giappone, in Nord America e nella regione PAL. La pubblicazione giapponese originale avvenne nel febbraio del 2003 ad opera della Enix, la sua penultima pubblicazione prima di diventare Square Enix. Il videogioco fu nuovamente pubblicato nel 2004 nella versione da due dischi Director's Cut contenente bonus come nuovi personaggi e dungeons. Le versioni nordamericana ed europea sono basate sulla versione Director's Cut. Le vicende di Till the End of Time si sviluppano quattrocento anni dopo gli eventi di Star Ocean: The Second Story.